# Каліна-Велика
Каліна-Велика (пол. Kalina Wielka) — село в Польщі, у гміні Слабошув Меховського повіту Малопольського воєводства.
Населення — 442 особи (2011).
У 1975-1998 роках село належало до Келецького воєводства.

## Демографія
Демографічна структура станом на 31 березня 2011 року:
|          | Загалом | Допрацездатний вік | Працездатний вік | Постпрацездатний вік |
| -------- | ------- | ------------------ | ---------------- | -------------------- |
| Чоловіки | 236     | 49                 | 152              | 35                   |
| Жінки    | 206     | 31                 | 113              | 62                   |
| Разом    | 442     | 80                 | 265              | 97                   |